# Diócesis de Santa Rosa en Argentina
La diócesis de Santa Rosa en Argentina (en latín: Dioecesis Sanctae Rosae in Argentina) es una circunscripción eclesiástica de la Iglesia católica en Argentina. Se trata de una diócesis latina, sufragánea de la arquidiócesis de Bahía Blanca. Desde el 28 de mayo de 2025, la diócesis está en Sede Vacante.

## Territorio y organización

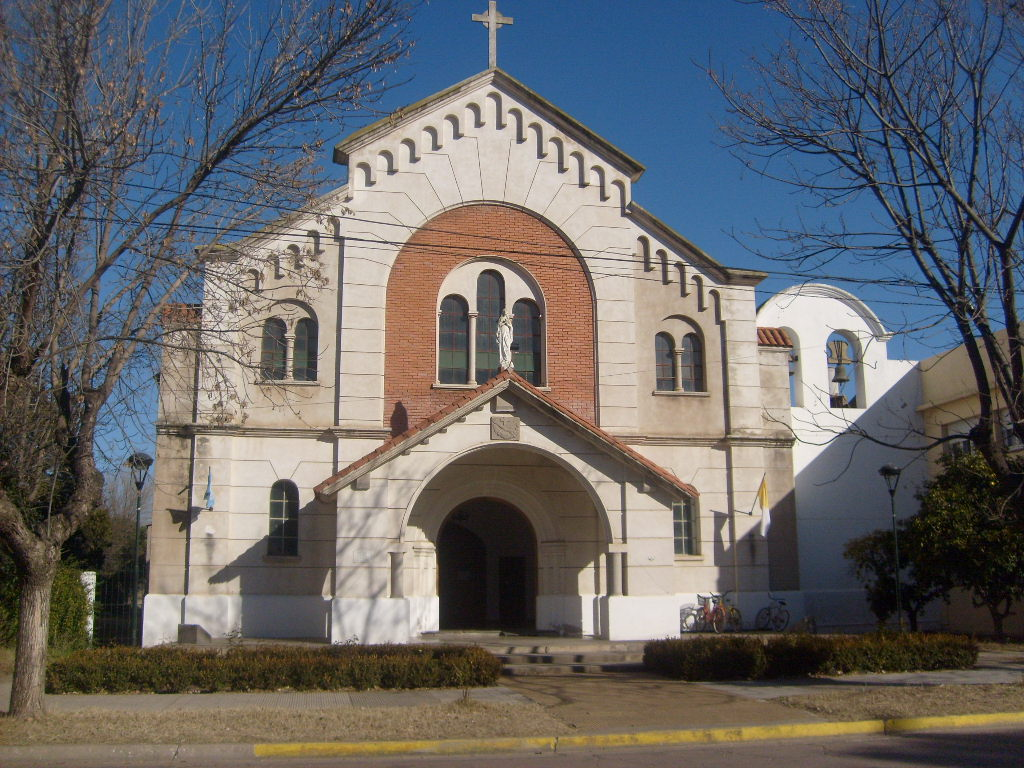
Iglesia principal de Intendente Alvear

La diócesis tiene 143 440 km² y extiende su jurisdicción sobre los fieles católicos de rito latino residentes en la provincia de La Pampa.

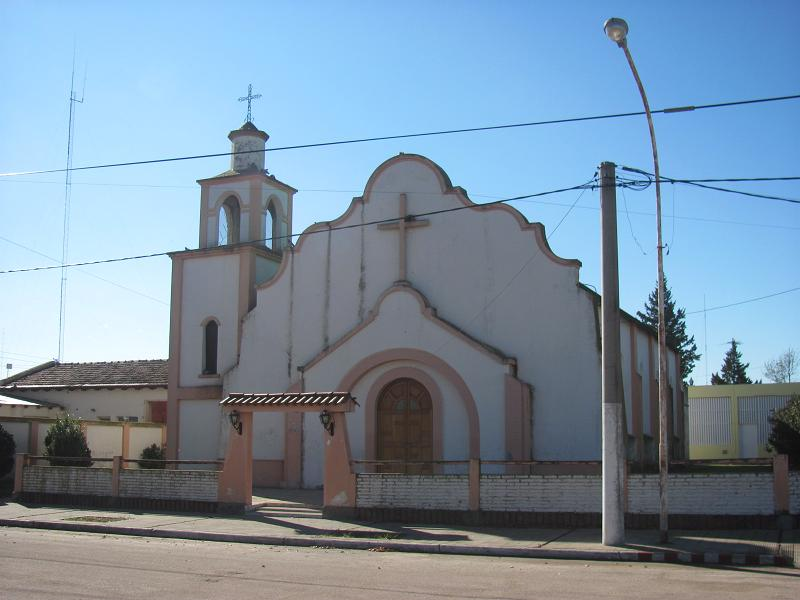
Iglesia de Winifreda

La sede de la diócesis se encuentra en la ciudad de Santa Rosa, en donde se halla la Catedral de Santa Rosa de Lima.

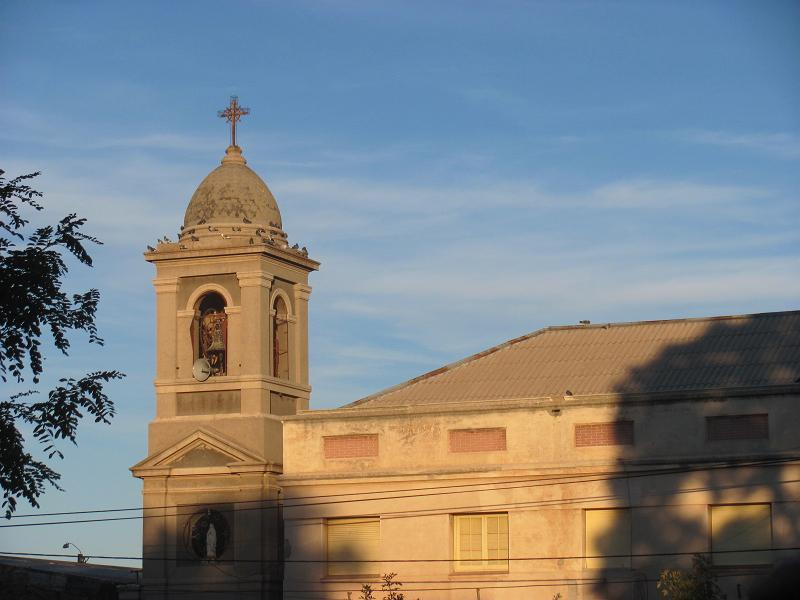
Iglesia de Victorica

En 2020 en la diócesis existían 25 parroquias.

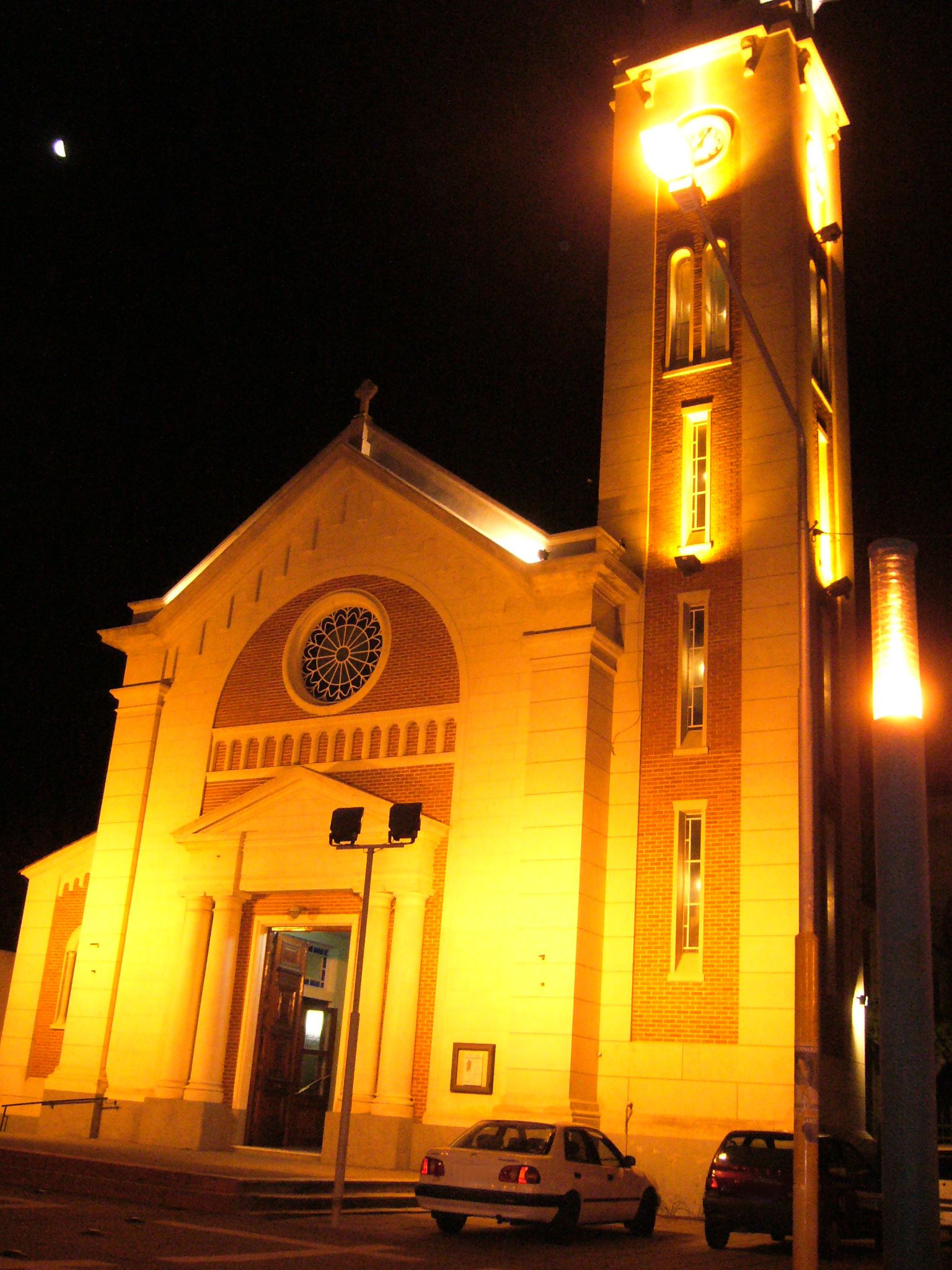
Iglesia principal de General Pico

## Historia
La diócesis fue erigida el 11 de febrero de 1957 con la bula Quandoquidem adoranda del papa Pío XII, obteniendo el territorio de las diócesis de Bahía Blanca (hoy arquidiócesis) y Mercedes (hoy arquidiócesis de Mercedes-Luján). Su primer obispo fue Jorge Mayer.
El 30 de octubre de 1963 el papa Pablo VI declaró a santa Rosa de Lima como patrona principal de la diócesis.

## Estadísticas
Según el Anuario Pontificio 2021 la diócesis tenía a fines de 2020 un total de 176 900 fieles bautizados.
| Año                                                                             | Población            | Población | Población      | Sacerdotes | Sacerdotes    | Sacerdotes    | Bautizados por sacerdote | Diáconos permanentes | Religiosos | Religiosos | Parroquias |
| Año                                                                             | Bautizados católicos | Total     | % de católicos | Total      | Clero secular | Clero regular | Bautizados por sacerdote | Diáconos permanentes | Varones    | Mujeres    | Parroquias |
| ------------------------------------------------------------------------------- | -------------------- | --------- | -------------- | ---------- | ------------- | ------------- | ------------------------ | -------------------- | ---------- | ---------- | ---------- |
| 1965                                                                            | 159 000              | 170 000   | 93.5           | 44         | 14            | 30            | 3613                     |                      | 31         | 62         | 20         |
| 1970                                                                            | 165 000              | 180 000   | 91.7           | 46         | 16            | 30            | 3586                     |                      | 32         | 74         | 24         |
| 1976                                                                            | 119 856              | 172 300   | 69.6           | 38         | 9             | 29            | 3154                     |                      | 31         | 66         | 20         |
| 1980                                                                            | 162 000              | 181 000   | 89.5           | 28         | 6             | 22            | 5785                     |                      | 24         | 64         | 18         |
| 1990                                                                            | 200 000              | 270 000   | 74.1           | 37         | 10            | 27            | 5405                     |                      | 30         | 51         | 27         |
| 1999                                                                            | 270 703              | 305 023   | 88.7           | 27         | 9             | 18            | 10 026                   |                      | 22         | 56         | 26         |
| 2000                                                                            | 260 000              | 305 110   | 85.2           | 27         | 11            | 16            | 9629                     |                      | 21         | 50         | 26         |
| 2001                                                                            | 239 470              | 299 337   | 80.0           | 42         | 21            | 21            | 5701                     |                      | 25         | 49         | 26         |
| 2002                                                                            | 238 996              | 298 745   | 80.0           | 39         | 18            | 21            | 6128                     |                      | 24         | 44         | 27         |
| 2003                                                                            | 244 273              | 302 273   | 80.8           | 42         | 21            | 21            | 5816                     |                      | 25         | 46         | 27         |
| 2004                                                                            | 248 348              | 299 294   | 83.0           | 39         | 20            | 19            | 6367                     |                      | 22         | 57         | 27         |
| 2010                                                                            | 169 000              | 341 456   | 49.5           | 39         | 24            | 15            | 4333                     | 3                    | 18         | 55         | 26         |
| 2014                                                                            | 176 000              | 357 516   | 49.2           | 36         | 22            | 14            | 4888                     | 1                    | 15         | 50         | 26         |
| 2017                                                                            | 171 600              | 349 299   | 49.1           | 41         | 29            | 12            | 4185                     | 1                    | 15         | 49         | 26         |
| 2020                                                                            | 176 900              | 360 100   | 49.1           | 39         | 29            | 10            | 4535                     | 5                    | 25         | 44         | 25         |
| Fuente: Catholic-Hierarchy, que a su vez toma los datos del Anuario Pontificio. |                      |           |                |            |               |               |                          |                      |            |            |            |

## Episcopologio
- Jorge Mayer † (13 de marzo de 1957-31 de mayo de 1972 nombrado arzobispo de Bahía Blanca)
- Adolfo Roque Esteban Arana † (23 de febrero de 1973-6 de agosto de 1984 nombrado obispo de Río Cuarto)
- Atilano Vidal Núñez † (24 de mayo de 1985-28 de junio de 1991 falleció)
- Rinaldo Fidel Brédice † (31 de enero de 1992-24 de junio de 2008 retirado)
- Mario Aurelio Poli (24 de junio de 2008-28 de marzo de 2013 nombrado arzobispo de Buenos Aires)
- Raúl Martín (24 de septiembre de 2013 - 28 de mayo de 2025 nombrado Arzobispo de Paraná)